# 보은 법주사 복천암 목조아미타여래삼존좌상
보은 법주사 복천암 목조아미타여래삼존좌상(報恩 法住寺 福泉庵 木造阿彌陀如來三尊坐像)은 충청북도 보은군 속리산면, 법주사 복천암에 있는 조선시대의 불상이다. 2009년 9월 11일 충청북도의 유형문화재 제305호로 지정되었다.

## 역사
복천암 극락전의 주불로 아미타불과 관음보살, 대세지보살의 삼존상이다. 이 불상은 법당이 1733년 화재로 소실된 이후, 1735년부터 1737년까지의 중창불사 때에 법당과 함께 조성된 상이다. 1737년(건륭 2년)에 이루어진 복장 발원문은 다시 불상에 봉안되었는지 조사 때에는 볼 수 없었고, 『寺誌』(충청북도, 1982. P.254)에 수록되어 있어 참고할 수 있다. 그 내용을 보면, 이 불상을 만든 조각장은 演機, 斗策, 守性, 超鵬, 守堅, 廣鵬 등임을 알 수 있다.

## 모습
아미타불좌상을 본존상으로 하여 관음보살좌상을 좌협시보살로 그리고 대세지보살좌상을 우협시보살로 하는 아미타삼존불상이다. 삼존상은 각각 중대석이 사각인 3단 연화대좌에 봉안되어 있다.
본존상은 하품중생인의 수인을 결하고 있으며, 얼굴에 살집이 있고 특히 코가 작고 양 볼과 턱이 풍만하여 온후한 인상이다. 법의는 오른쪽 어깨를 둥글게 감싼 변형 편단우견으로 속에 입은 편삼의 옷깃을 대의와 대칭을 이루게 입고 있다. 가슴에는 수평으로 입은 내의의 윗단이 보이는데 윗부분이 주름져 있다. 상체가 길쭉한 편이나 어깨는 작고 움추린 자세이다. 불신의 양감은 적당하며 옷 주름은 이에 걸맞게 적당히 투박하며 단순하게 표현되어 있다. 
좌우 보살상은 거의 같은 모습으로 연꽃가지를 들고 있는 손만 좌우대칭을 이룬다. 높은 보관을 썼는데 각각의 보관에 화불과 정병이 표현되어 있어서 관음과 대세지보살상임을 구별할 수 있다. 보관 속으로 높게 묶은 보발이 있고 보발은 다시 귀를 감아 돌아 어깨 위로 몇 가닥 늘어지고 있다. 보살상의 얼굴은 본존상과 달리 아래턱의 살집이 적어서 갸름하고 단정한 인상이다. 불신도 작으며 법의는 여래상과 같은 형식으로 입고 있다. 관음이 들고 있는 연꽃가지 위에는 특이하게 정병이 붙어 있다.
삼존상의 대좌는 크기에서만 조금 차이를 보일뿐 거의 같은 형태로, 상단과 하단의 연판은 양감이 있으며 중대석 앞면에는 옆으로 긴 안상 안에 당초문이 화려하게 조각되어 있다.
아미타불좌상을 본존상으로 하여 관음보살좌상을 좌협시보살로 그리고 대세지보살좌상을 우협시보살로 하는 아미타삼존불상이다.
극락보전 내 봉안중인 아미타불은 복천암 사적기에 의하면 건륭 2년(1737)에 두책(斗策), 초붕(超鵬), 수견(守堅), 광붕(廣鵬) 등의 스님이 제작한 것으로 통견의 가사와 옷 주름 선이 간략화 되고 형식화 된 수법 등 18세기 불상의 양식을 잘 표현하고 있어 조성 기록이 잘 남아 있다.

## 참고 자료
- 보은 법주사 복천암 목조아미타여래삼존좌상 - 국가유산청 국가유산포털